# Masevaux
Masevaux (en alsacià Màsmínschter) és un municipi francès, situat a la regió del Gran Est, al departament de l'Alt Rin. L'any 2006 tenia 3.603 habitants.

## Demografia
| 1962  | 1968  | 1975  | 1982  | 1990  | 1999  |
| ----- | ----- | ----- | ----- | ----- | ----- |
| 3.326 | 3.385 | 3.601 | 3.328 | 3.267 | 3.329 |

## Administració
| Període   | Identitat     | Partit |
| --------- | ------------- | ------ |
| 1966-1971 | Charles Roth  |        |
| 1971-1983 | Antoine Weiss |        |
| 1983-2008 | Paul Kachler  |        |
| 2008-     | Laurent Lerch |        |

## Fills il·lustres
- Jacques Louis Battmann (1818-1886) compositor musical i organista.